# Isis Gee

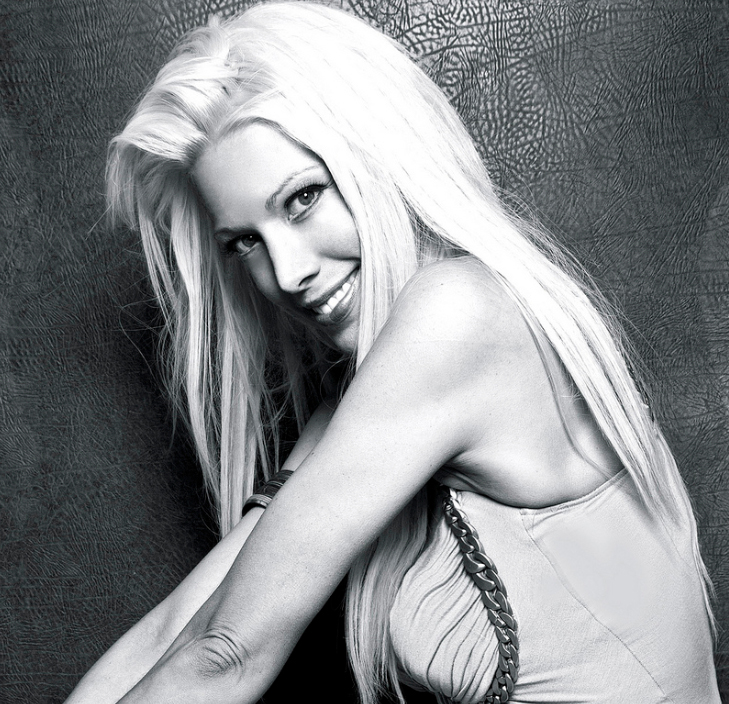
Isis Gee (2014)

Isis Gee, eigentlich Tamara Gołębiowska (* 11. Oktober 1972 in Seattle, Washington als Tamara Diana Wimer), ist eine US-amerikanische Pop-Sängerin und Songwriterin, die im Jahr 2008 Polen beim Eurovision Song Contest vertrat.

## Leben

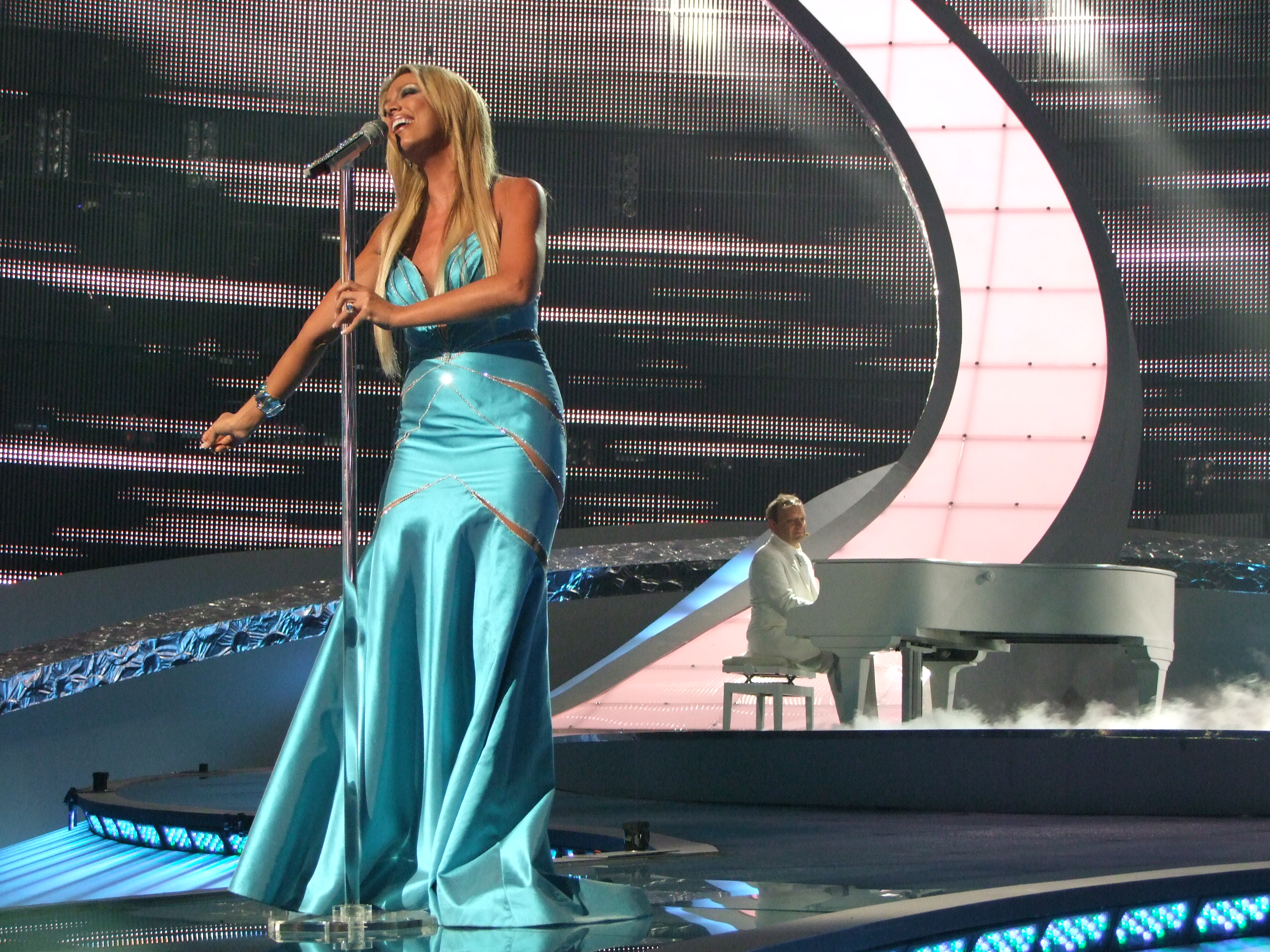
Isis Gee im Halbfinale des Eurovision Song Contests 2008

Gee begann ihre Gesangskarriere im Alter von fünf Jahren und bekam Gesangsunterricht in Genres von Klassik über Pop, R&B, Jazz bis Country-Musik. Mit 13 Jahren gewann sie ihren ersten Talentwettbewerb und erhielt ein Preisgeld von 1000 US-Dollar. Vier Jahre später gewann sie einen internationalen Musikwettbewerb in Los Angeles. Im selben Jahr war sie auch bei der Vorauswahl zur Miss America dabei. Mit 19 Jahren arbeitete sie an zwei Jazz-Alben mit und tourte damit durch Asien. Zurück in Los Angeles arbeitete sie mit Steve Dorff weiter an ihrer Karriere.
Im Jahr 2004 zog sie nach Polen und heiratete Adam Gołębiowski.
Im Jahr 2007 arbeitete sie an ihrem ersten Solo-Album Hidden Treasure. Ebenfalls spielte sie das Lied Fate für das Album Sehnsucht von Schiller ein. Im selben Jahr war sie in der sechsten Staffel der polnischen Auflage von Let’s Dance (Taniec z gwiazdami) zu sehen. Trotz anfänglichen Misserfolgs, erzielte sie mit ihrem Tanzpartner Zora Korolyov, der zuvor mit einer der berühmtesten polnischen Sängerinnen, Kasia Cerekwicka, tanzte, einen fünften Platz unter den vierzehn Teilnehmern.
Im Jahr 2008 gewann sie den Vorentscheid für den polnischen Beitrag zum Eurovision Song Contest in Belgrad. Sie erhielt die Höchstwertung der Jury und auch die Zuschauer kürten sie mit der Höchstpunktzahl. Das Lied For Life konnte sich am 20. Mai 2008 im ersten Halbfinale für das Finale durch eine Wildcard der Jury am 24. Mai qualifizieren. Im Finale erreichte sie den vorletzten Platz.
Gee lebt in der Nähe von Warschau.

## Diskografie

### Alben
- 2007: Hidden Treasure

### Singles
- 2007: Hidden Treasure
- 2007: What You See
- 2008: For Life
- 2008: Fate (mit Schiller/Christopher von Deylen)